# Motzenstein
Der Motzenstein ist ein Felssporn nahe dem Ort Wattendorf im Landkreis Bamberg. 
Der etwa 15 Meter hohe Dolomitfelsblock liegt auf einer Höhe von 520 m ü. NN, 700 Meter südöstlich von Wattendorf, in einem Waldstück. Der Sporn ist nur von der Südseite aus zugänglich, in alle anderen Richtungen fällt der Fels ab. An ihn schließt sich in Richtung Südost ein 300 m langer Geländesattel an, auf dem zahlreiche Dolomitformationen sichtbar sind.
Ab 2003 wurden am Motzenstein von Forschungsgruppen der Universität Bamberg in Zusammenarbeit mit Wissenschaftlern der Universität Kiel eine schnurkeramische Siedlung von ca. 2500 v. Chr. und ein ritueller Platz ausgegraben. In einem Felsloch, auf dem Plateau und am Fuß des Motzensteins wurden dabei zahlreiche Fundstücke geborgen.